# Radúz Činčera
Radúz Činčera (17. června 1923 Brno – 28. ledna 1999 Praha) byl český scenárista a režisér, spolutvůrce Kinoautomatu.

## Životopis
Prvním samostatným filmem Radúze Činčery byl na Slovensku natočený dokument o tom, jak se rozmnožují nejrůznější druhy rostlin nazvaný Prečo kvitnú z roku 1956. Jeho další kroky vedly do pražského Krátkého filmu, kde strávil převážnou část svého tvůrčího života. Zde také spatřil světlo světa dokument Romeo a Julie 63. Činčerovým nejznámějším dílem je však Kinoautomat ze světové výstavy Expo '67 v kanadském Montrealu, kde spolupracoval zejména s režisérem Vladimírem Svitáčkem. Kinoautomat byl předchůdcem multimediálních projektů a interaktivních filmů a na veletrhu EXPO '67 pořádaném v Montrealu v roce 1967 vzbudil doslova rozruch. Bylo to totiž poprvé, kdy diváci mohli přímo ovlivňovat další děj filmu. Činčera také vystupoval v televizních pořadech Miroslava Horníčka Hovory H.
Radúz Činčera byl též autorem programu The Sound Game Show na výstavě Člověk a jeho svět v roce 1971 v Montrealu. Audiovizuálními projekty vytvořil i v japonském Kóbe a v kanadském Vancouveru. V druhé polovině 80. let slavila úspěchy i jeho multimediální hudební inscenace rockové opery The Scroll v Kanadě.
Tak jako řada jiných umělců nemohl ani Radúz Činčera po roce 1968 natáčet ani veřejně vystupovat. V roce 1993 o něm byl natočen jeden z dílů pořadu GEN – 100 Čechů dneška.
Zemřel ve věku 75 let dne 28. ledna 1999 v Praze.

### Osobní život
Byl dvakrát ženatý. Jeho první manželkou byla Alena Hejná, s níž měl dcery Evu a Alenu. Z druhého manželství s Miladou Královou měl rovněž dvě dcery.
Jeho dcera Alena Činčerová se stala filmovou režisérkou.

## Filmografie
| Rok  | Název | Metráž         | Poznámky                   |
| ---- | --- | -------------- | -------------------------- |
| 1954 | Kvety Tatier                                                                                                 | krátký         | dramaturgická spolupráce   |
| 1956 | Prečo kvitnú                                                                                                 | krátký         | režie                      |
| 1960 | Tanec kolem tance                                                                                            |                | režie s Rudolfem Krejčíkem |
| 1964 | Romeo a Julie 63                                                                                             | středometrážní | režie                      |
| 1966 | Mlha Dokument o pražském Divadle Na zábradlí                                                                 | krátký         | námět, scénář, komentář    |
| 1966 | Kinoautomat Člověk a jeho dům                                                                                | celovečerní    | námět                      |
| 1966 | Jak Sammy o kalhotky přišel                                                                                  | krátký         | režie                      |
| 1968 | Stroskotáme zajtra                                                                                           | krátký         | komentář                   |
| 1969 | Záznam o posledních chvílích komické dvojice Clow a Hamm, pořízený v roce 41. výročí prvního zvukového filmu | krátký         | režie                      |
| 1980 | O dětech a slovech                                                                                           | krátký         | režie                      |
| 1994 | Hudební laboratoř                                                                                            | TV seriál      | režie                      |